# Pseudoxenodon inornatus
Pseudoxenodon inornatus — вид змій родини полозових (Colubridae). Ендемік Індонезії.

## Підвиди
Виділяють три підвиди:
- Pseudoxenodon inornatus jacobsonii Lidth De Jeude, 1922;
- Pseudoxenodon inornatus inornatus (Boie, 1827);
- Pseudoxenodon inornatus buettikoferi Brongersma & Helle, 1951.

## Поширення і екологія
Pseudoxenodon inornatus є ендеміками острова Ява. Вони живуть у вологих гірських тропічних лісах і бамбукових заростях.